# Канна (муніципалітет)

Канна (італ. Canna, сиц. Canna) — муніципалітет в Італії, у регіоні Калабрія,  провінція Козенца.
Канна розташована на відстані близько 400 км на південний схід від Рима, 135 км на північ від Катандзаро, 95 км на північ від Козенци.
Населення — 772 особи (2014).
Щорічний фестиваль відбувається 8 грудня. Покровитель — Madonna.

## Демографія
Населення за роками:

Станом на 1 січня 2023 року в муніципалітеті офіційно проживало 14 іноземців з 4 країн, серед них 2 громадяни країн Євросоюзу.

## Сусідні муніципалітети
- Монтеджордано
- Нокара
- Нова-Сірі
- Оріоло
- Рокка-Імперіале